# Leptothorax oxianus
Leptothorax oxianus är en myrart som beskrevs av Mikhail Dmitrievich Ruzsky 1905. Leptothorax oxianus ingår i släktet smalmyror, och familjen myror.

## Underarter
Arten delas in i följande underarter:
- L. o. juglandeti
- L. o. oxianus